# Sejm Rzeszy w Spirze

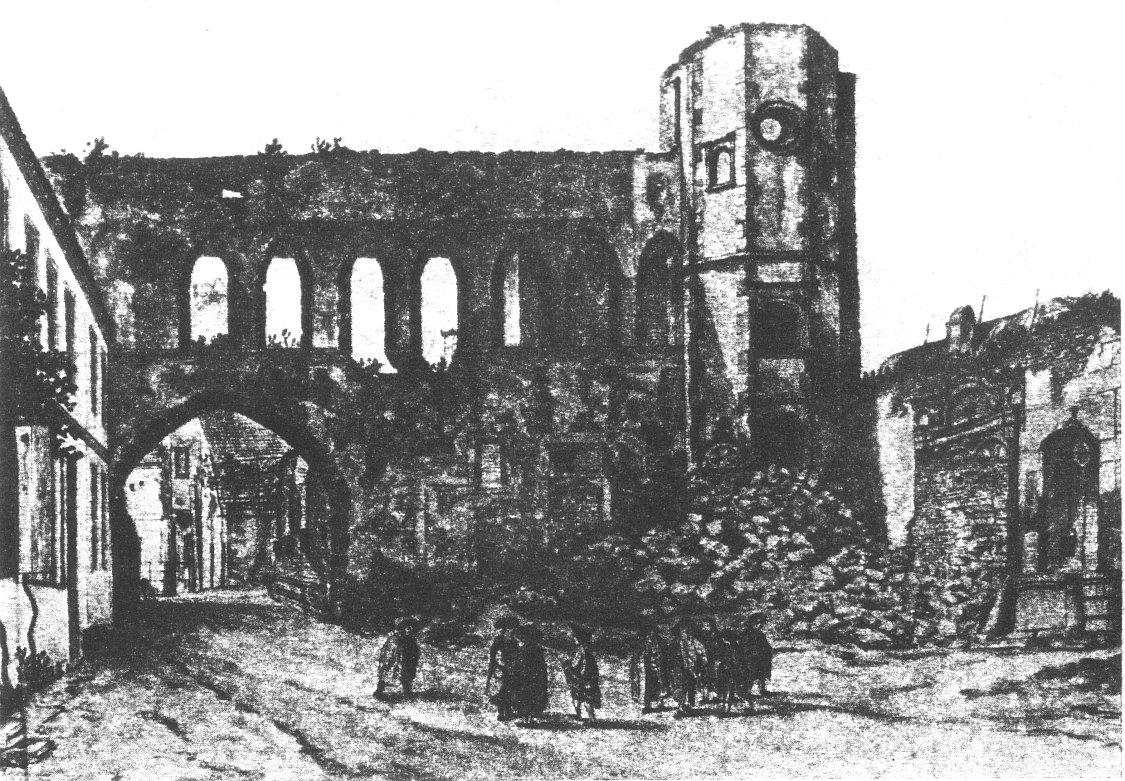
Budynek starego ratusza w Spirze, w którym odbywały się posiedzenia Sejmu Rzeszy

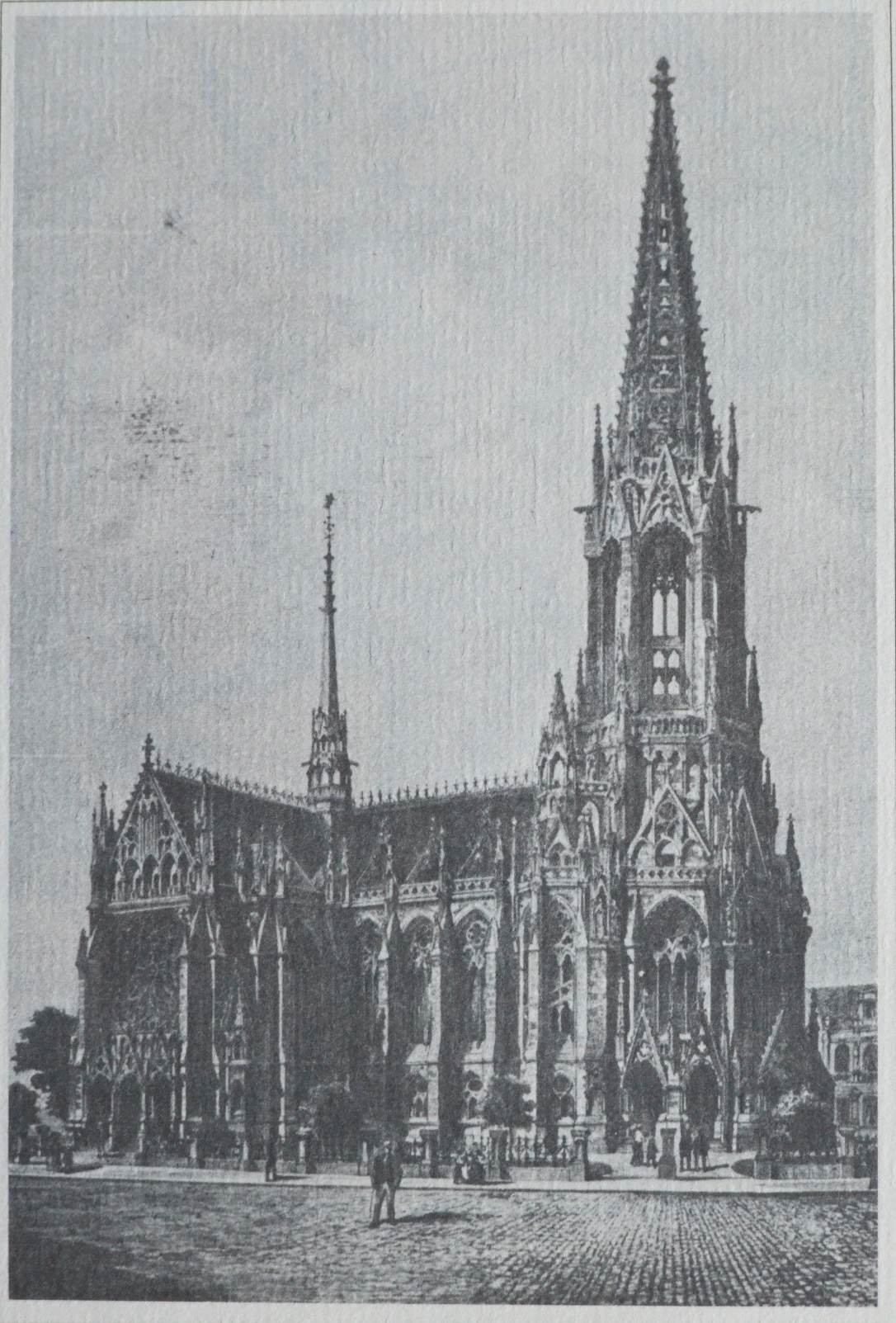
Kościół Pamięci w Spirze

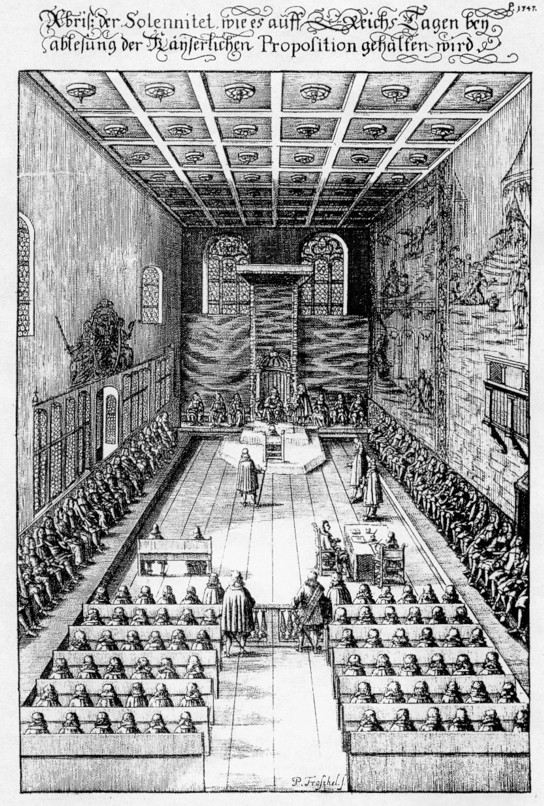

Sejm Rzeszy w Spirze (niem. Reichstage zu Speyer) – zgromadzenia stanów Świętego Cesarstwa Rzymskiego odbywające się w XVI wieku w mieście Spira. Głównym problemem tych sejmów był konflikt między katolikami a protestantami. Organizacja sejmów, zapewnienie bezpieczeństwa jego uczestnikom, noclegów oraz wyżywienia spoczywało na władzach miasta. Jednak ze względu na prestiż oraz inne dochody, zwołanie sejmu w danym mieście było dla niego bardzo korzystne.

## Sejm Rzeszy 1526 roku
Sejm trwał od 23 czerwca do 27 sierpnia. Zwołany przez cesarza Karola V Habsburga, którego na sejmie reprezentował brat Ferdynand I Habsburg. Do miasta zjechało około 1000 osób. Już w czasie dni poprzedzających sejm rozpoczęto rozmowy dotyczące edyktu wormackiego, Marcina Lutra oraz całej reformacji. Oprócz spraw religijnych, tematem sejmu było również zebranie środków na ochronę przed Turkami oraz sprawa siedziby Sądu Rzeszy.
Sejm Rzeszy rozpoczął się procesją do katedry oraz uroczystą mszą świętą. W tym czasie nie myślano jeszcze o rozłamie w Kościele, dlatego w mszy wzięli udział zwolennicy Lutra na czele z elektorem Saksonii Janem Wettynem. Zwolennicy Lutra znajdowali się nie tylko wśród elektorów Rzeszy, ale również wśród przedstawicieli wolnych miast. 
Po dwóch miesiącach obrad nie doszło do porozumienia w kwestiach religijnych, postanowiono jednak zawiesić edykt wormacki do czasu zwołania soboru powszechnego. Zdecydowano o umieszczeniu w Spirze siedziby Sądu Kameralnego Rzeszy, co przyczyniło się do dalszego rozwoju miasta.

## Sejm Rzeszy 1529 roku
Sejm trwał od 15 marca do 22 kwietnia. Został on zwołany w celu ponownego wprowadzenia w życie postanowień edyktu wormackiego. Sprzeciwili się temu zwolennicy Lutra, próbując za pomocą dyplomacji nie dopuścić do ponownego uchwalenia edyktu.  Uchwała wprowadzająca w życie zakaz szerzenia idei reformacji została przegłosowana 15 kwietnia 1529 roku. Stany ewangelickie wystosowały protest i apelowały do cesarza, aby wycofał się z tej decyzji. Od tego czasu zwolennicy reformacji są nazywani protestantami.
Aby upamiętnić to wydarzenie, w 1904 roku wybudowano w mieście Kościół Pamięci, który stał się katedrą luteran w Palatynacie.

## Sejm Rzeszy 1542 roku
Sejm trwał od 8 lutego do 11 kwietnia. Sprawy religijne zostały omówione na sejmach Rzeszy w Augsburgu i Ratyzbonie. Obrady w zastępstwie cesarza prowadził jego brat król Niemiec Ferdynand I Habsburg. Głównym tematem tego sejmu był konflikt z imperium osmańskim oraz zebranie środków na wojnę z nim. Podjęto decyzje dotyczące wprowadzenia podatku przeznaczonego na cele wojskowe, wprowadzono zakaz zasiadania w Sądzie Kameralnym Rzeszy duchownych.

## Sejm Rzeszy 1544 roku
Sejm trwał od 20 lutego do 10 czerwca. Tym razem w obradach uczestniczył sam cesarz Karol V Habsburg. Obecność cesarza była wyzwaniem dla mieszkańców miasta, którzy przyjęli władcę z największymi honorami. Sam sejm również był najbardziej okazały ze wszystkich dotychczasowych. Wiązało się to między innymi z faktem, że w mieście mieszkała większość protestantów.
Sejm podjął decyzję o kontynuowaniu wojny z imperium osmańskim oraz z królem Francji Franciszkiem I Walezjuszem.

## Sejm Rzeszy 1570 roku
Sejm trwał od 13 lipca przez około osiem miesięcy. Został zwołany przez cesarza Maksymiliana II Habsburga, który uczestniczył w nim osobiście wraz z liczną rodziną. Był to najdłuższy i najbardziej kosztowny sejm w historii miasta. Sprawy religijnie nie były podejmowane ze względu na postanowienia soboru trydenckiego. Głównym tematem sejmu była reforma Rzeszy, zwiększenie obronności cesarstwa, zwłaszcza wschodnich granic. Podjęto również uchwałę, na mocy której drukarnie mogły funkcjonować jedynie w wolnych miastach Rzeszy oraz miastach uniwersyteckich.